# Cleorodes leukocyrnea
Cleorodes leukocyrnea là một loài bướm đêm trong họ Geometridae.